# Siluren

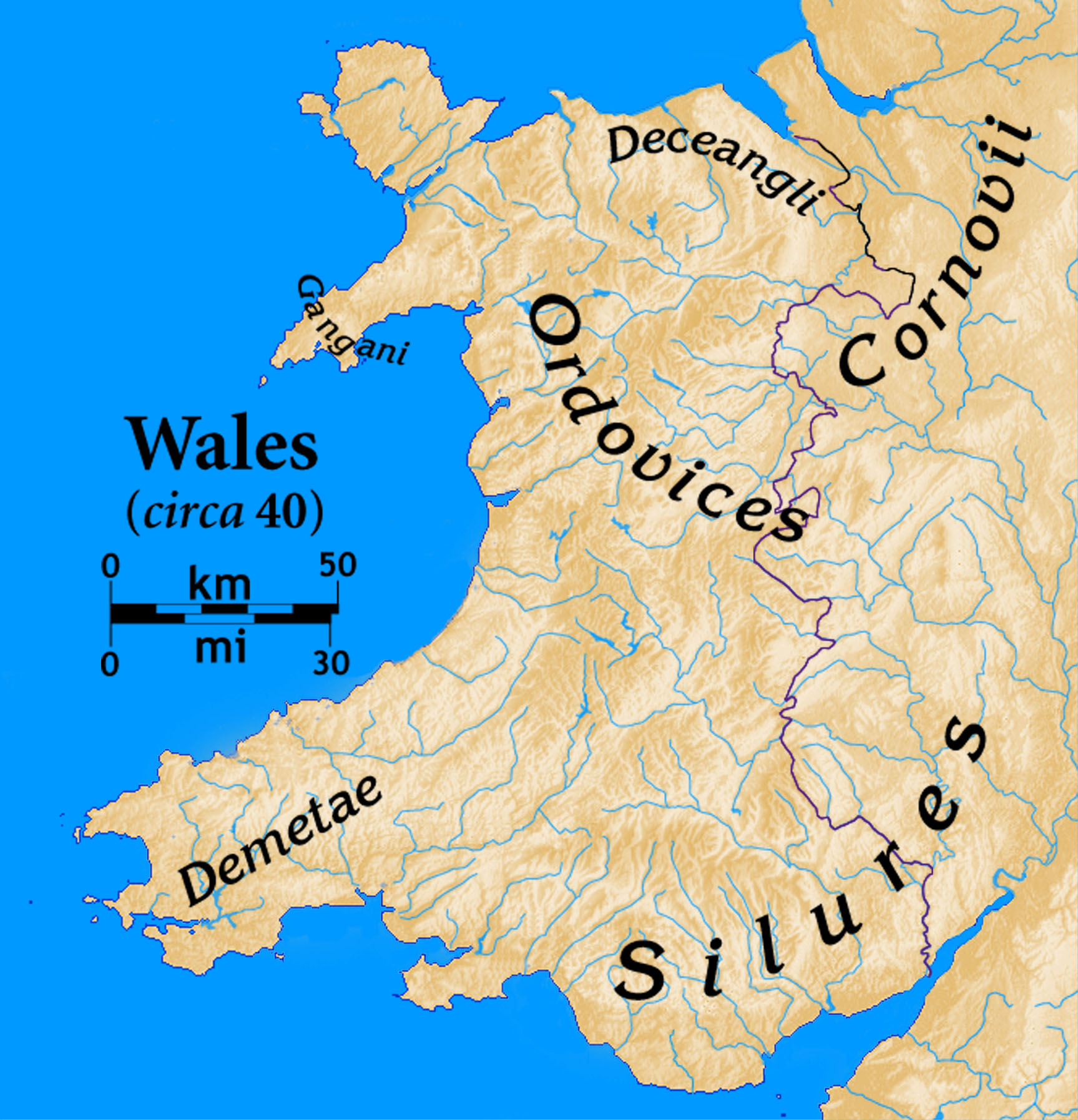
Het gebied van de Siluren ten tijde van de Romeinse verovering van Groot-Brittannië

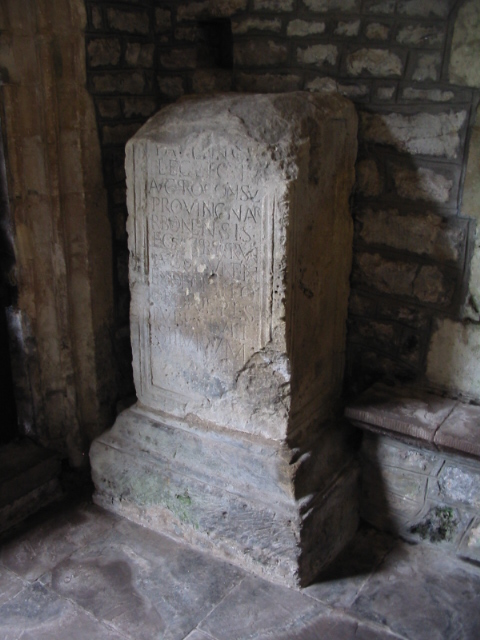
De Civitas Silurum Stone met een inscriptie die aan de "raad van de Siluren" refereert. Dit stuk steen uit Venta Silurum, vermoedelijk het voetstuk van een standbeeld, staat nu in de kerk van Caerwent.

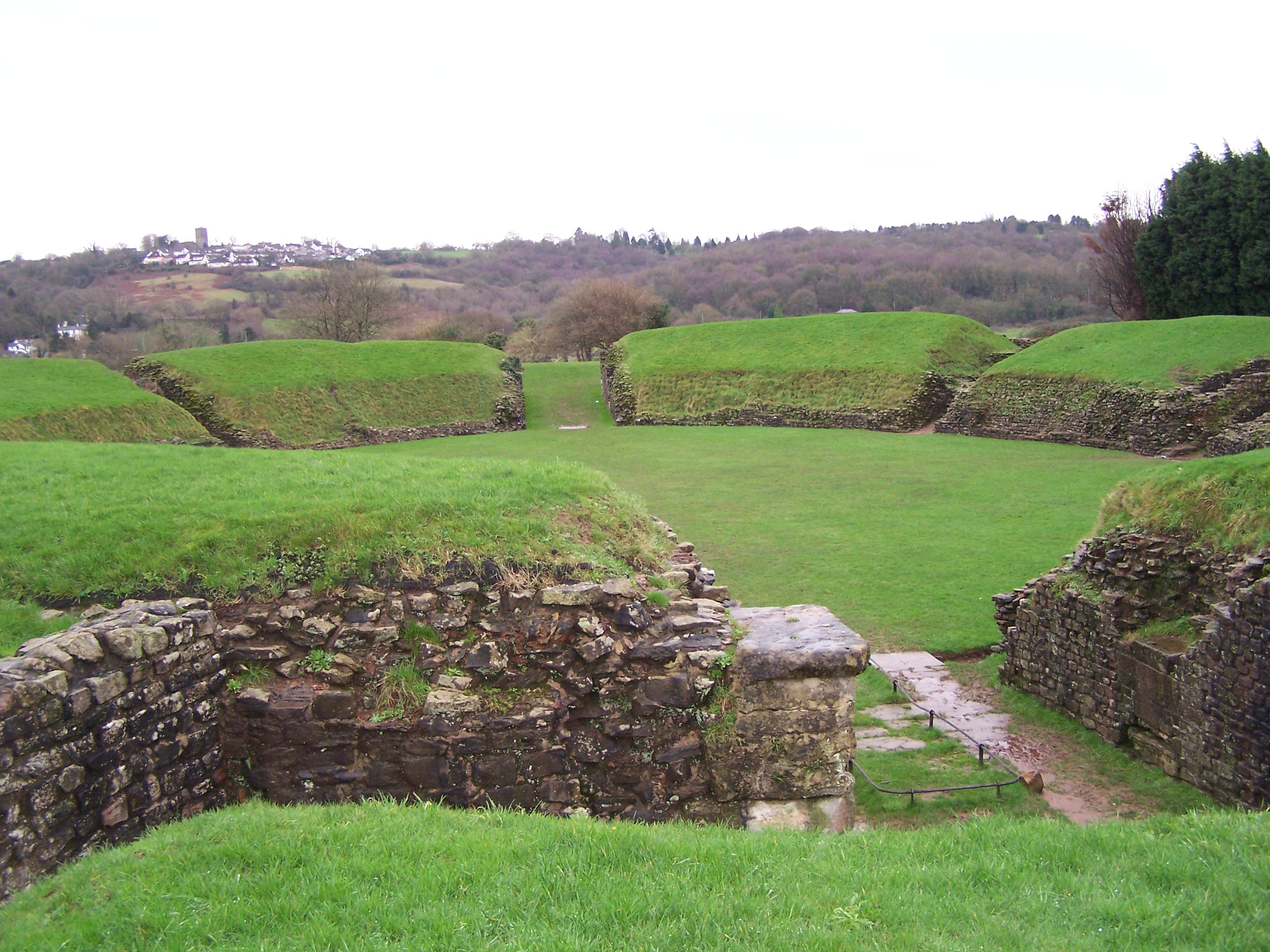
Overblijfselen van het Romeinse amfitheater in Isca Augusta bij het hedendaagse Caerleon

De Siluren (Latijn: Silures) waren een Keltische stam in Groot-Brittannië. Hun territorium besloeg het huidige Zuidoost-Wales en omringende gebieden. Het geologisch tijdperk Siluur is vernoemd naar de stam.
De oorsprong van de naam "Siluren" is niet bekend. In zijn biografie van Agricola beschreef de Romeinse schrijver Tacitus de Siluren als een volk met donkere huid en krulhaar. Wegens hun uiterlijk dacht Tacitus dat ze afkomstig waren van het Iberische schiereiland.
De meest zichtbare overblijfselen van de Siluren zijn walburchten zoals die bij Caerwent en Sudbrook in Wales. De walburcht bij Caerwent, die in de 3e eeuw v.Chr. gevestigd werd, wordt door sommige archeologen gezien als een pre-Romeinse Keltische hoofdplaats. De meeste wetenschappers zijn echter van mening dat de Siluren niet een gecentraliseerde samenleving met een hoofdplaats vormden, maar eerder een los verband van verschillende groepen waren.
Cardiff, de hoofdstad van Wales, werd gevestigd toen de Romeinen rond 50 n.Chr. een fort bouwden op de plek van een eeuw oudere nederzetting van de Siluren.

## Geschiedenis

### Strijd tegen de Romeinen
Rond het jaar 48 n.Chr. viel de Romeinse legaat Publius Ostorius Scapula de Siluren en andere Keltische stammen in Wales aan. De Deceangli in Noordoost-Wales gaven zich relatief snel over, waarna Ostorius zich concentreerde op de Siluren en de Ordovicen. De Keltische verdediging tegen de Romeinse aanval op het huidige Wales werd geleid door Caratacus, stamhoofd van de Catuvellauni. Caratacus werd in 51 verslagen door Ostorius, maar de Siluren bleven een guerrillaoorlog voeren die zo'n grote bedreiging vormde voor de Romeinen dat Ostorius voorstelde de Siluren te verhuizen naar een ander gebied of geheel uit te roeien. Deze dreiging had echter niet het gewenste effect op de Siluren, maar versterkte juist hun tegenstand tegen Romeinse overheersing. Ze lanceerden een aanval op een grote Romeinse troepenmacht die bezig was met het bouwen van forten in hun gebied. De troepen konden alleen met zware Romeinse verliezen gered worden, en de Siluren namen een reeks gevangenen in gijzeling en verspreidden ze onder andere Keltische stammen. Na de dood van Ostorius in 52 versloegen de Siluren het Tweede Legioen.
Na een reeks veldtochten werden de Siluren rond het jaar 78 door Sextus Julius Frontinus onder Romeinse heerschappij gebracht. Het is niet duidelijk of ze verslagen werden of tot een overeenkomst met de Romeinen kwamen. Volgens Tacitus werden ze "niet veranderd door wreedheid en ook niet door genade" (non atrocitate, non clementia mutabatur).

### Romanisering
Om de Siluren onder controle te houden, bouwden Romeinen een fort middenin hun gebied, Isca Augusta oftewel Isca Silurum bij het hedendaagse Caerleon. Hier was vanaf ongeveer 75 n.Chr. het Tweede Legioen gelegerd. Geoffrey van Monmouth plaatste in de 12e eeuw de hoofdstad van koning Arthur in Caerleon.
De civitas silurum (hoofdplaats van de Siluren) was Venta Silurum, in het jaar 75 gevestigd in wat nu het dorp Caerwent nabij Chepstow is. Het was een geromaniseerde plaats, vergelijkbaar met Calleva Atrebatum (Silchester) maar kleiner. Van de plaats zijn nog veel overblijfselen, waaronder de stadsmuren, een forum, tempel, amfitheater, winkels en huizen met mozaïekvloeren.
Volgens een inscriptie ter plekke was het de hoofdplaats van de Siluren tijdens de Romeinse periode. In de 1e en 2e eeuw verkregen de Siluren semi-onafhankelijke status van de Romeinen en werden toevertrouwd met het plaatselijke bestuur. Vanuit Venta Silurum bestuurde de ordo (raad) van de Siluren het omliggende gebied.
De Romeinen vereenzelvigden de plaatselijke goden met hun eigen goden, zoals gebruikelijk was. Zo werd de plaatselijke god Ocelus verenigd met Mars.
Na de Romeinse terugtrekking uit Groot-Brittannië bleef Venta Silurum in gebruik als religieus centrum. Het gebied van de Siluren ging op in een reeks middeleeuwse koninkrijken, waaronder Gwent, Brycheiniog en Gwynllwg.